# Fact or Faked – Auf den Spuren des Paranormalen
Fact or Faked – Auf den Spuren des Paranormalen (Originaltitel: Fact or Faked: Paranormal Files) ist eine US-amerikanische Mystery-Dokumentation, in der paranormale Ereignisse untersucht werden. Seit 2012 wurden keine neuen Folgen gedreht, obwohl die Serie nicht offiziell beendet wurde. Im Januar 2019 gab Syfy an, keine weitere Staffel von Fact or Faked mehr zu produzieren. Der Sender stellte die Serie offiziell im Januar 2019 ein, auch wenn seit 2012 keine neuen Folgen mehr erschienen sind. Seit 2014 werden Wiederholungen der Folgen auf dem Schwestersender Channel ausgestrahlt sowie seit 2016 auf dem Sender Destination America.

## Konzept
Die sechs Experten des Teams stellen zu Beginn jeder Folge Videos oder Fotos verschiedener Fälle, die sie untersuchen sollen, vor und wählen anschließend zwei Fälle aus, die sie in Dreiergruppen bearbeiten. Mit Hilfe unterschiedlicher Experimente wird versucht, die ungewöhnlichen oder paranormalen Ereignisse genau nachzustellen und zu wiederholen. Kann das jeweilige Team einen behandelten Fall nicht adäquat nachstellen, werden Nachforschungen in der Nacht eingeleitet, um eventuelle paranormale Ursachen auszuschließen bzw. diese mithilfe der Kameras aufzunehmen. Zudem werden des Öfteren sogenannte EVP-Sitzungen durchgeführt, in denen paranormale Ereignisse akustisch festgehalten werden sollen.
Seit der siebenten Episode der zweiten Staffel wird kurz vor Werbeunterbrechungen je ein Video pro Episode gezeigt, bei welchen der Zuschauer selbst entscheiden kann, ob das entsprechende Video authentisch oder gefälscht ist. Im Anschluss daran wird zusammenfassend erläutert, wie das Phänomen oder paranormale Ereignis nachgestellt werden kann, oder ob es sich um eine wahrheitsgetreue Aufnahme handelt.

## Das Team
aktuelle Mitglieder:
- Ben Hansen: Leiter des Teams
- Jael de Pardo: Journalistin
- Bill Murphy: Leitender Wissenschaftler
- Austin Porter: Experte für Stunts
- Lanisha Cole: Fotografin
- Devin Marble: Techniker

ehemalige Mitglieder:
- Larry Caughlan Jr: Effektspezialist (1. Staffel)
- Chi-Lan Lieu: Fotografin

## Episoden

### Staffel 1
- Das Geisterauto / Lichter über Phoenix
- Unbekannte Wesen im Garten / Ufos über Lake Havasu
- Das Seeungeheuer / Der Ghostwriter
- Die Bestie aus dem Moor / Lichter in der Nacht
- Leuchtender Horizont / Der Bahnübergang
- Der Geist auf dem Friedhof / Viehverstümmelung
- Die Geister-Villa / Das Delta-UFO
- Das Geister-Museum / Unbekannter Flugkörper
- Auf den Spuren von Bigfoot / Alien-Angriff
- Die Meerjungfrau / Der Schutz-Geist
- Mondlandung / Nächtlicher UFO-Besuch
- Das Monster aus dem Sumpf / Das Objekt über dem Fluss

### Staffel 2
- Die Schlacht von L.A. / Der Geist auf der Queen
- Der Geist im Theater / UFO-Lichter
- UFO-Regen / Ektoplasma-Fotos
- Die Geister-Schaukel / Nächtlicher Alien-Besuch
- Der Chupacabra / Der Alien im Hintergrund
- Das Geisterhaus / Das Muck-Monster
- UFO-Absturz / Der Friedhof-Geist
- Der Plantagen-Geist / Area 51
- Das Heflin-UFO / Spiralförmige Stäbe
- Der Spuk im Sanatorium / Die UFO-Flotte
- Der Spuk im Wilden Westen / Das Freeway-UFO
- Der Poltergeist in der Bar / Die Höhlen-Hexe
- Die schwebende Frau / Der Eismann
- Das UFO über der Küste / Der Spuk im Theater
- Die verschwindende Frau / Die Himmelsschlange
- Der Spuk in der Gäste-Pension / Bigfoot in Sicht
- Der Geist auf dem Schlachtschiff / Das Aufklärungs-UFO
- Der Eidechsenmann / Das Tankstellen-Phantom
- Der Gargoyle auf dem Spielplatz / Die Phantom-Katze
- Das Flammenball-UFO / Plasma-Wesen
- Die paranormale Raststätte / Der paranormale Friedhof
- Das Vortex-Mysterium / Der Formwandler in der Taverne
- Der Spuk im Museum / Die paranormale Leichenhalle
- Das Wurm-Monster / Stonehenge